# 恵良敏彦
恵良 敏彦（えら としひこ、1975年1月21日 - ）は、日本のプロボクサー・会社経営者。福岡県北九州市出身。タイ国ライセンスでアジアボクシング連盟（ABF）5階級制覇など多くの地域タイトルを獲得した。日本国内外を通して最年長ナショナルタイトル獲得記録保持者である。
海外での呼び名は「Japanese ironman（ジャパニーズ・アイアンマン）」「SAMURAI（侍）」「PANDA（パンダ）」である。

## 来歴
1975年北九州市戸畑区に生まれる。
- 1990年 映画『どついたるねん』に感銘を受けボクシングを始める。
- 1992年 北九州のジム小倉高橋ジムに入門。
- 1993年 大阪の陽光アダチジムに入門。
- 1994年5月、C級プロテスト合格。練習する拠点は大阪の陽光アダチジム、所属は小倉高橋ジムでの契約であった。

### JBC時代
- 1994年9月17日、打山学戦でデビュー、1ラウンド59秒KO勝ち
- 1995年9月2日、後の世界3位、日本王者王座を七度防衛する小熊坂諭と対戦。1-2の判定で敗北
- 1996年1月7日の試合3日前に左半身が麻痺状態に。当日は痛み止めを注射した上で試合を決行。 三原雅之を3-0の判定にて勝利するも試合後に重度の坐骨神経痛とヘルニアを併発、痛み止めとコルセット無しでは歩行困難な状態になり引退。

2年のリバビリの後、現役復帰を志し自力で歩行は出来るまで回復も医師の許可が出ず復帰断念
- 2012年、当時日本のライセンスの定年であった37歳になりライセンス失効と共に身体が走れるまで回復し練習を再開。

### タイ時代
- 2013年12月22日　タイ1位、WBCアジアタイトルマッチに三度、OPBF王座に一度挑むルークラック・キャットマンミーとエキシビション戦にて復帰戦を行う。
- 2015年4月29日、プロボクシング12勝8KO2敗のナムタイ・ソータナチョーとMMA特別ルールにより対戦。3ラウンドKO勝ちをおさめる。

メジャー4団体を制覇した 高山勝成のスパーリングパートナーを務める。
- 2015年9月 二度世界王座を獲得したイーグル・デン・ジュンラパンと 公式プロボクシングルールにて対戦。3ラウンド負傷判定にて敗北。
- 2016年  タイ国にてライセンス取得
- 2016年12月11日 タナトーン・ルンシッタイサラコーン戦よりB級の6回戦でタイ国にてプロ復帰。1ラウンドKO勝ち
- 2016年9月 復帰3戦目に自身初のA級となる8回戦を タイ国でファンタ・ルークジャオメーと戦い1ラウンドKO勝ち
- 2017年12月  ABFアジアタイトルをかけて後のWBC世界ユース決定戦に出場するペッチャブンシ・サイトーンと対戦。5ラウンドKO負け
- 2018年6月3日 ナッチャノン・ケムガーノン戦にて復帰。1ラウンドKOにて勝利
- 2018年9月1日、タイ国フライ級王座決定戦をヨサコーン・トライロスと対戦。４ラウンドKO勝ちを飾り第35代タイ国フライ級チャンピオンとなる

同年タイ国ボクシングコミッションにて名誉選手 【honorary boxer】の称号を与えられる。日本国内外を通してナショナルタイトル獲得王者としては日本最年長の記録である
- 2018年11月11日、凱旋試合として大阪の城東区民センターで当時インドネシア一位のジャック・アミサと8回戦を行い3-0の判定にて勝ち
- 2019年4月11日 タイ、バンコクにABF（アジア ボクシング フェデレーション）スーパーフライ級、第２５代タイ国スーパーフライ級王座の二冠をかけてペッチナムチャイ・ソークラウォンと対戦。 4ラウンドKOにて勝利

日本人初となる海外ナショナルタイトル二階級制覇と共に最年長記録を更新
- 2019年4月13日、AbemaTV開設3周年記念企画「那須川天心にボクシングで勝ったら1000万円」の挑戦者選定オーディションに参加[1]。
- 2019年6月22日 プロキックボクシング65キロ級チャンピオンの須藤力也と総合格闘技で対戦。勝利し王座を獲得。
- 2019年6月30日 大阪でインドネシア二位の ジャック・アミサと新設された団体のアジアタイトルをかけて再戦。 2ラウンドに三度のダウンを奪い勝利 WBKアジアチャンピオンになる。
- 2019年11月16日　インドネシアで元インドネシアフライ級チャンピオン　スリス・バレラとインドネシア王座をかけ対戦　10ラウンド戦い王座獲得
- 2020年2月22日　インドネシアでディオン・ローテとインドネシア・スーパーフライ級タイトルマッチを行い１ラウンドKOにて勝利
- 2020年7月18日　朝倉未来、皇司、那須川天心と対決した。また殴られ屋KENJIと対戦
- 2020年12月27日　大阪で「恵良敏彦に勝ったら1000万」を開催。6人の格闘技経験者からなるサラリーマン、ホスト代表、ユーチューバー、女子格闘家、西成区代表、おやじファイト代表者と対戦。女子格闘家は恵良のみディフェンスのみルール、一人3ラウンドで4人をKO、2人フルラウンド戦い1000万を守る。
- 2021年10月23日　UAEドバイにて世界選抜対抗戦日本代表として選出。インドネシア代表のジャック・アミサを4RレフリーストップにてTKO勝利。
- 2021年12月26日　大阪で総額1000万を自腹で掛けて元プロボクサーや暴走族総長、喧嘩自慢なと十人相手に［恵良敏彦喧嘩十人抜き］を開催。恵良に勝利した人に100万のボーナスが出される企画の中で戦い賭け金1000万を守る。
- 2022年3月26日　ドバイ、ハブトゥール・グランド・リゾート、オートグラフ コレクションにてタイ国ウィチャット・セングパーコーンとABFフライ級タイトルマッチを行い3ラウンドTKOにて勝利。
- 2022年６月24日　ドバイ、FCC（ファイトクラブチャンピオンシップ）FCCフォーラムにて元インドネシアチャンピオンのフランシス・ダムールとて対戦。2ＲKOにて勝利。
- 2022年8月27日　インドネシアにて元WBO世界一位、元WBOアジアフライ級チャンピオンでありインドネシア２階級チャンピオンのトミー・セランとインドネシアフライ級タイトルマッチを行い、4ラウンドに相手の棄権によりTKO勝利。
- 2022年10月26日　バンコクにて元WBOアジアチャンピオン元WBO世界3位のオスカー・レクナファとABFフライ級タイトルマッチ防衛戦を行い2ラウンドKO勝利。
- 2022年12月28日 バンコクのRCAプラザにて、ABFライトフライ級タイトルマッチをインドネシア元三冠王者のシリム・セランと対戦し5RTKOにて勝利。アジアタイトル三階級を制覇。
- 2023年2月22日  バンコクRCAプラザにてWBAアジアタイトルマッチを11勝8KO1敗のクマール・サンディープと対戦。相手が恵良（赤）のグローブを装置し恵良サイドのコーナーで戦う、1ラウンドからヘディングや投げ飛ばすなどの反則受ける中、試合は恵良が終始リードも引き分けに。不可解な判定にプロモーターから再審査がされWBA側は両者に九十日以内に再戦要求を下した。
- 2023年4月27日　バンコクRCAプラザにてイエレット・ティルジュールとスーパーフライ級六回戦を戦い判定勝利。計量を2.6キロオーバーしたイエレット・ティルジュールは契約体重より二階級上のスーパーバンタム級で戦う中での勝利だった。
- 2023年5月22日　タイ、シーマナサックスタジアムでチラファン・タオスワンとスーパーフライ級八回戦を戦い2ラウンドKOで勝利。
- 2023年5月25日　バンコクRCAプラザにてWBAの再戦命令によりWBAアジアタイトルマッチをインドのクマール・サンディープと再戦し3-0の判定により勝利。
- 2023年5月25日　八回戦、十回戦の公式戦を中2日で試合し勝利。試合間隔としては記録を統括するコミッションが設立された以降では世界最短での記録を樹立。
- 2023年8月26日　マレーシア、サワラク州にてABFフライ級タイトルを元インドネシアライトフライ級チャンピオン、インドネシアフライ級一位、UBO世界インターナショナルフライ級チャンピオンのフレンキーロヒと対戦。1ラウンドKOにて勝利　ABFは通算3度目の防衛
- 2023年12月30日　バンコクにてタイ国バンタム級王座決定戦をタイ国元フェザー級チャンピオンであり33勝30KOのアーティド・バムルンガウェアと対戦。　アーティド・バムルンガウェアは体重を落とせずリミットを2.1キロオーバーのフェザー級で対戦し1ラウンドに1回2ラウンドに2回ダウンを取り2ラウンドTKOにて57代目タイ国バンタム級チャンピオンに。
- 2024年2月29日　バンコクRCAプラザにてデアロニエ・マックデロンが返上し空位になったABFバンタム級タイトルを元WBC1位でありWBCアジア3階級を制した、ウィッチャ・プラゲーオと戦い2RKOにて勝利。ABFバンタム級タイトル獲得と共にアジア四階級制覇を達成。
- 2024年5月　前年に日本ボクシングコミッション（JBC）の年齢制限ルールが改正されたことから「いつか日本のリングに立って国歌を聞きたい」との思いが沸き、JBCに復帰を嘆願[2]。
- 2024年5月11日曜日　 マレーシア　サラワク州ににてインドのパワン・クマール・アラヤとABFフライ級4度目の防衛戦を行い、3ラウンドにパワンが恵良の打撃により右腕を負傷。試合続行不可能と医師の判断により3R終了勝利。クマールは一度目の計量で体重オーバー、二度目の再計量でも3.5キロオーバーの中での試合だった。
- 2024年7月30日　タイ、シーマナサックスタジアムでチラファン・タオスワンとスーパーフライ級八回戦を戦い2ラウンド27秒でTKO勝利[3]。
- 2024年8月　タイバンコクRCAプラザにて チョンラティー・スリラット とタイ国スーパーバンタム級、ABFスーパーバンタム級タイトルマッチを行い1ラウンド54秒TKO勝利。タイ国は4階級、アジアは5階級を制覇を成し遂げる。
- 2024年9月　JBCは村田諒太以来のA級ライセンスのテストを行い、ライセンス再交付が決まった[4]。

### JBC復帰
- 2024年11月12日　大阪市内で記者会見を行い、49歳でJBCよりA級ライセンスを交付されたことを発表[2]。これまでの野中悠樹を上回る国内最高齢ボクサーとなった。
- 2024年11月28日　JBC復帰初戦としてバンコクにてABFバンタム級の防衛戦としてチョンラシー スリラットと対戦[5]。勝利すると池山直が持つ47歳2ヶ月をも上回る49歳10ヶ月でJBC最高齢勝利記録となっていたが、2ラウンドTKO負け。
- 2024年11月30日　Instagramにて長くても2025年に引退することを表明[6]
- 2025年3月29日、バンコクにてイマニ・マテンド（タンザニア）と対戦予定[7]だったが、相手の体重超過のため中止となり、協議の結果4月24日にタイ人選手を相手に変えて組まれた。日本人では池山直に次いで2人目、男子では初の50代での公式試合となる。またしても相手が体重超過となり、試合はグローブハンデを付けた上で決行されたが、偶然のバッティングで無効試合となり、JBC復帰後及び50代での初勝利はお預けとなった。
- 2025年6月22日、バンコクにてKomgrich NantapechとWBFアジア・ABFアジア・タイ国フライ級王座決定戦を行い、4回負傷判定で勝利しWBFアジア王座の獲得とABFアジア・タイ国王座の返り咲きに成功。JBC復帰後初白星は日本選手として男女通じて初となる50代での勝利にもなった。

## 人物
天武天皇の子孫、平安時代の清原家の流れを組む恵良家の末裔である。 
保護猫活動家である。
1999年7月西成区あいりん地区、中央区にてホームレスの支援活動を始める
2001年4月慶應義塾大学入学
2010年中野サンプラザにて（新時代経営論）講演'
2012年8月　ナイトレジャー産業のオーナーを集い公安委員長の支援の元大阪飲食健全共同組合を設立。初代、3代目の理事長を務める
大阪市生野区、西区の公立小学校にて講師を務めている。
大阪市で私立高で講師をしていた。
座右の銘は「生きるとは夢を持つこと・夢を持つとは戦う決意を持つ事・戦うとは己を知り制する事」
憧れのボクサーは辰吉丈一郎。
妻と娘がいる。

## 戦績
- プロボクシング：37戦 30勝 (24KO) 4敗 2分 1無効試合
- MMA：2戦2勝(2KO)

## 獲得タイトル
- タイ国フライ級王座
- タイ国スーパーフライ級王座
- タイ国バンタム級王座
- タイ国スーパーバンタム級王座
- インドネシアフライ級王座
- インドネシアスーパーフライ級王座
- WBAアジアフライ級王座
- ABFアジアライトフライ級王座
- ABFアジアフライ級王座
- ABFアジアスーパーフライ級王座
- ABFアジアバンタム級王座
- ABFアジアスーパーバンタム級王座
- WBFアジアフライ級王座